# Perameles gunnii
Perameles gunnii là một loài thú có túi nhỏ, kích thước bằng con thỏ có nguồn gốc ở Tasmania và Victoria, đông nam Úc. Nó là một trong ba loài còn tồn tại trong chi Perameles.

## Hình ảnh

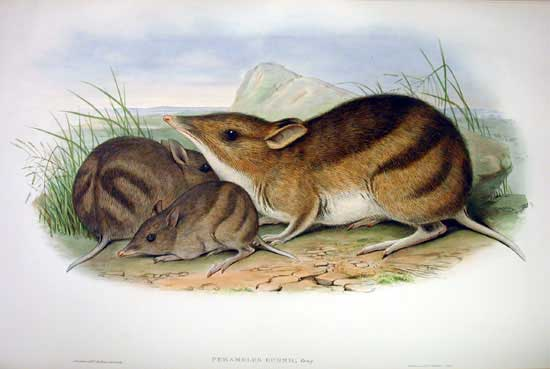